# 海格立斯角
海格立斯角是南極洲的海岬，位於南喬治亞群島，處於赫爾克里士灣入口處西面，在1927年由英國研究隊測量，由英國海外領土管轄。